# Elisabeth của Bayern
Elisabeth của Bayern (tiếng Đức: Elisabeth in Bayern; 24 tháng 12 năm 1837 - 10 tháng 9 năm 1898), tên đầy đủ là Elisabeth Amalie Eugenie của Wittelsbach, Nữ Công tước tại Bayern thường được biết đến với tên gọi Sisi trong văn hóa đại chúng, là vợ của Hoàng đế Franz Joseph I của Áo, do đó là Hoàng hậu của Đế quốc Áo-Hung.
Xuất thân từ Vương tộc Wittelsbach có nguồn gốc Đức, Hoàng hậu Elisabeth nổi danh với nhan sắc cũng như tầm vóc chính trị, ngay cả trước khi bà trở thành Hoàng hậu của Đế quốc Áo. Vốn có một nền giáo dục nhẹ nhàng tự do, đến khi kết hôn, Hoàng hậu Elisabeth phải vật lộn trong quy tắc và trách nhiệm đối với một người con dâu của Hoàng tộc Habsburg. Do những lý do ấy, bà có quan hệ không mấy khả quan với bác, và cũng là mẹ chồng mình, Sophie Friederike của Bayern. Nhưng cuộc sống của bà thay đổi khi hạ sinh người thừa kế cho hoàng tộc là Thái tử Rudolf của Áo.
Ngoài những vấn đề đời tư cùng tán dương về nhan sắc, Hoàng hậu Elisabeth có vai trò quan trọng khi giúp Hoàng đế Franz Joseph thành lập nền quân chủ lưỡng thể tại Hungary, trở thành Đế quốc Áo-Hung mà ta biết trong lịch sử. Tuy nhiên, cái chết của Thái tử Rudolf vào năm 1889 đã khiến sức khỏe của bà trầm trọng suy yếu. Cái chết chấn động của bà vào năm 1898 khiến Hoàng đế Franz Joseph cùng toàn dân Áo tiếc thương trong nhiều năm sau.

## Tiểu sử

### Thơ ấu
Elisabeth có biệt danh Sisi, được sinh ra tại thành phố phồn hoa München, trong một gia đình quý tộc ở Bayern, thuộc một nhánh của Vương tộc Wittelsbach có nguồn gốc người Đức. Elisabeth là con gái thứ tư của Công tước Maximilian Joseph tại Bayern, một quý tộc thuộc dòng nhánh của Vương tộc Wittelsbach. Mẹ của Elisabeth và cũng là vợ của Maximilian Joseph là Vương nữ Ludovika Wilhelmine của Bayern, em gái cùng cha khác mẹ với Quốc vương Ludwig I của Bayern. Theo nhà mẹ, Elisabeth đồng thời cũng là cháu ruột gọi bác của Vương nữ Sophie Friederike của Bayern, mẹ đẻ của Hoàng đế Franz Joseph I của Áo - chồng tương lai của Elisabeth.
Khác với các nhà quý tộc thông thường, Maximilian lại vui thú với những chuyến đi, thường cùng gia đình cư trú luân phiên giữa các mùa tại những tòa lâu đài riêng của dòng họ. Vì những lý do đó, Elisabeth cùng các anh chị em lớn lên trong một môi trường giáo dục hòa nhã, không gò bó và khá tự do. Nhan sắc của Elisabeth càng lớn lên càng được tô điểm và ca thán vì sự lộng lẫy cũng như không kém phần tinh tế dịu dàng.
Năm 1853, vị Hoàng đế trẻ 23 tuổi Franz Joseph theo sự sắp đặt của mẹ mình, Sophie Friederike của Bayern, đến Bad Ischl để gặp vị hôn thê trong mắt bà, tức Helene, chị cả của Elisabeth. Năm đó, Elisabeth 15 tuổi, bằng vẻ đẹp cũng như khí chất của mình, đã hớp hồn hoàn toàn vị Hoàng đế điển trai, và Hoàng đế quyết định cưới Elisabeth thay vì chị gái Helene. Lễ cưới diễn ra ngày 24 tháng 4 năm 1854.
Do thời thơ ấu tự do, Elisabeth hoàn toàn chưa chuẩn bị những áp lực khi trở thành con dâu nhà Habsburg. Bên cạnh đó, bản thân Hoàng hậu Elisabeth có mối quan hệ không mấy khả quan với mẹ chồng là Sophie. Hai đứa con đầu đều là con gái, đã khiến những áp lực của Sophie đối với Elisabeth càng tăng, điều này chỉ tạm kết thúc khi Elisabeth hạ sinh đứa con trai duy nhất, vị Hoàng thái tử Rudolf Franz Karl Joseph.

### Mãn đời
Năm 1889, Thái tử Rudolf tự tử cùng người tình. Vì quá đau buồn nên lúc nào bà cũng mặc đồ đen, sự ra đi của con trai khiến Hoàng hậu cách ly khỏi triều đình và vai trò chính trị. Tháng 7 năm 1898 bà đến Genève ở Thụy Sĩ để du lịch, tại nơi đây bà trú tại Hotel Beau-Rivage. Ngày 10 tháng 9 năm 1898, sau khi rời khỏi Hotel Beau-Rivage, Hoàng hậu Elisabeth bị đâm chết bởi một người Ý tên Luigi Lucheni, một người theo thuyết vô chính phủ.
Ngày 15 tháng 9 năm 1898, thi thể của bà được đưa về Áo và an táng trong Hầm mộ Hoàng gia.
Hoàng hậu Elisabeth, với nhan sắc tuyệt thế đã đi vào huyền thoại cùng rất nhiều lời đồn về bí quyết bảo dưỡng của phái nữ. Sau cái chết của vợ, Hoàng đế Franz Joseph lập nên "Order of Elizabeth" để tưởng niệm bà.

## Gia đình
- Năm 1855, bà hạ sinh Nữ Đại vương công Sophie Friederike của Áo, nhưng Đại vương công đã qua đời hai năm sau đó.
- Năm 1856, bà sinh thêm Nữ Đại Công tước Gisela của Áo, sau đó Gisela kết hôn với Vương tử Leopold của Bayern.
- Năm 1858, bà hạ sinh một người con trai nối dõi cho hoàng tộc Habsburg-Lothringen, tức Thái tử Rudolf của Áo.

Nhưng những người con của bà đều do Đại vương công phu nhân Sophie Friederike nuôi dưỡng vì bà cho rằng Elisabeth còn quá trẻ và thiếu kinh nghiệm. Năm 1867, bà sinh Nữ Đại vương công Marie Valerie, đây cũng là đứa con duy nhất bà được tự tay nuôi dưỡng cho đến lớn.

## Ảnh hưởng
Hình ảnh Elisabeth trong nghệ thuật
- Hội họa
- Âm nhạc
- Văn học
- Sân khấu
- Điện ảnh